# Corona Borealis
Corona Borealis (CrB), a Coroa do Norte ou Boreal, é uma constelação do hemisfério celestial norte. O genitivo, usado para formar nomes de estrelas, é Coronae Borealis.
As constelações vizinhas, segundo a padronização atual, são o Hércules, o Boieiro e a Cabeça da Serpente.

## Mitologia
A Coroa do Norte é, por vezes, considerada a coroa dada pelo deus Dioniso a Ariadne, filha do rei Minos de Creta. Noutra versão, a coroa é creditada ao Boiero, filho da deusa Deméter, sugerindo que fosse da realeza apesar da aparente ocupação modesta – ainda que desconhecida...